# Mario Zelinotti (album)
Mario Zelinotti è un raccolta discografica del 1977 dell'omonimo cantante. Raccoglie brani già pubblicati su singoli a 45 giri dal 1966 al 1970.

## Tracce
1. Quando un ragazzo si trova nei guai
2. Cammelli e scorpioni
3. Il conto torna
4. Non basta il mio coraggio
5. Piccola
6. Chiacchiere
7. Tutti vogliono andare in cielo
8. Luisa
9. Ciao a te, eccone un'altra
10. Lungo la mia strada
11. Cento fuochi
12. Forte forte